# Ludwig Wilhelm Mülberger
Ludwig Wilhelm Mülberger (* 18. September 1784 in Speyer; † 2. Dezember 1848 in Erbach) war ein hessischer Tuchfabrikant und liberaler Politiker und Abgeordneter der 2. Kammer der Landstände des Großherzogtums Hessen.
Ludwig Wilhelm Mülberger war der Sohn des Archivars und Ratsschreibers Phillip Heinrich Mülberger und dessen Ehefrau Marie Sophia, geborene König. Mülberger, der evangelischen Glaubens war, war seit 1806 Tuchfabrikant in Erbach und heiratete am 19. April 1813 Maria Johann Luisa geborene Kohler. Die gemeinsamen Söhne August Mülberger und Wilhelm Mülberger wurden ebenfalls Landtagsabgeordnete. Mülberger wurde mit dem Titel eines Kommerzienrates geehrt.
Von 1832 bis 1834 gehörte er der Zweiten Kammer der Landstände an. Er wurde für den Wahlbezirk Starkenburg 9/Erbach gewählt.